# Морська миля
Морська миля — одиниця вимірювання довжини, яку використовують у повітряній, морській та космічній навігації, а також для позначення територіальних вод. Спочатку морська миля визначалася як довжина дуги меридіана на поверхні земної кулі розміром в одну кутову мінуту (1/60 градуса). Таким чином, пересування на одну морську милю вздовж меридіана приблизно відповідає зміні географічних координат на одну мінуту широти. За сучасним тлумаченням (з 1929 року), міжнародна морська миля дорівнює 1852,3 метра. Отриманою одиницею швидкості є вузол — одна морська миля на годину.
Морська миля не є одиницею SI, однак, за рішенням Генеральної конференції мір і ваг, її застосування допускається, хоч і не рекомендується[джерело?].

## Позначення
Не існує єдиного узгодженого на міжнародному рівні символу, а часто широко використовують кілька позначень.
- M застосовується Міжнародною гідрографічною організацією[4].
- NM вживається Міжнародною організацією цивільної авіації[5][6].
- nmi використовує Інститут інженерів з електротехніки та електроніки[7] та Урядовим видавництвом США[8].
- nm нестандартне позначення, яким послуговуються у багатьох морських програмах та текстах, в тому числі пілотами урядового узбережжя США, та у вітрильному спорті[9].Згори донизу: зорове порівняння кілометра, статутної милі та морської милі

Згори донизу: зорове порівняння кілометра, статутної милі та морської милі